# Даворка
Даворка — правый приток Цаты, протекающий по Добрушскому (Гомельская область, Белоруссия), Злынковскому и частично Климовскому районам (Брянская область, Россия). В верхнем течении называется Каменка.

## География
Длина — 16 км. Площадь бассейна — 67,7 км². Скорость течения — 0,2. Русло реки (отметки уреза воды) в устье находится на высоте 126,0 м над уровнем моря.
Русло извилистое. Пойма занята лугами и заболоченными участками, лесами.
Берёт начало на заболоченном массиве — непосредственно южнее урочища Красная Знаменка — южнее агрогородка Красный Партизан. Река течёт на юго-восток, восток. В среднем течении на протяжении 2 км служит государственной границей между Россией и Белоруссией. Впадает в Цату (на 26-м км от её устья) непосредственно севернее деревни Барановка.
Притоки (от истока к устью):
1. Супр

Населённые пункты на реке (от истока к устью):
1. Барановка